# Klingalezen

Klingalese tailor Singapore circa 1900

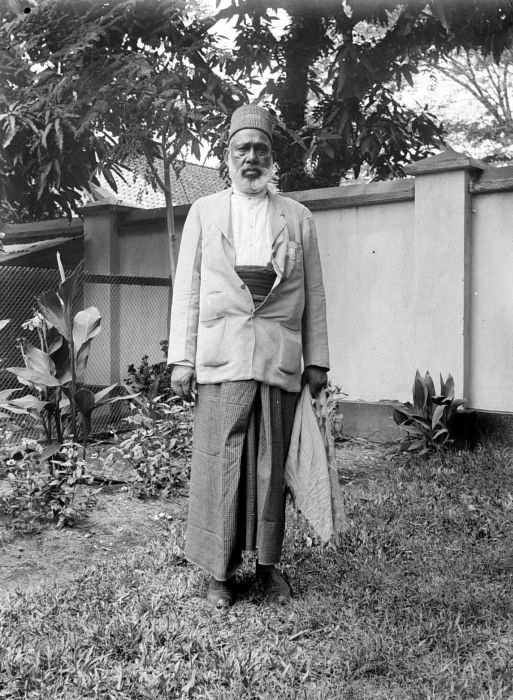
CPortret van een Klingalese kleermaker te Pedang

Klingalezen (Engels: Klingalese) verwees naar een etnische groep in onder andere Nederlands-Indië (Indonesië), en de Britse kolonies Straits Settlements en India.
De Klingalezen waren oorspronkelijk afkomstig uit Kalinga (ruwweg Odisha in India), en daarnaast bij uitbreiding, van de Coromandel-, en Malabar kust. Zij waren overwegend sjiitische moslims en handelaars.
De benaming Klingalezen werd in Nederlands-Indië (Indonesië) ook wel in bredere, soms denigrerende, zin gebruikt; hieronder vielen dan ook andere Aziatische minderheden, de zogenaamde 'vreemde Oosterlingen'.